# 易武石豆兰
易武石豆兰（学名：Bulbophyllum sinhoense）是兰科石豆兰属的一种兰花。分布于越南和中国云南地区。

## 特征描述
易武石豆兰为附生植物，呈匍匐状生长，根状茎纤细，丝状，幼时呈绿色，后来变为黄白色；1-6个灰色须根生于有假鳞茎的节上。假鳞茎直立，卵状圆柱形，浅绿色，纵向具有不规则的凹槽和褶皱，顶生1枚叶。叶片革质，长圆形。
花序生于假鳞茎的基部，顶生1-2朵花，直立。花序柄丝状，浅绿色，基部和中部各被1枚膜质鞘，鞘筒状，黄褐色，紧抱于花序柄。花苞片淡黄色近透明，狭卵形，先端锐尖；花梗和子房浅绿色，无毛。花白色略带淡黄，萼片狭卵形，白色顶部略带淡黄色。花瓣白色，倒卵形至宽倒披针形，先端圆钝；唇瓣白色，单瓣，椭圆状披针形，正面具凹槽，先端强烈下弯，急尖，基部与蕊柱足相连；蕊柱白色，直立，蕊柱齿钻形，与药帽等高。花期6-7月。